# Red Records
La Red Records è una casa discografica italiana indipendente nata a Milano nel 1976 per iniziativa di Sergio Veschi, affiancato fino agli anni Novanta dal promoter Alberto Alberti.

## Storia
Con l'aiuto di Alberto Alberti, Sergio Veschi comincia a far parte del circuito del jazz italiano, da principio organizzando concerti all’Università degli Studi di Milano, nella rassegna Nuove Tendenze del Jazz italiano, collegata al movimento studentesco. Con la Red Records Sergio Veschi inizia la sua produzione discografica. Quest'ultima diventò piuttosto vasta, grazie alla ricerca puntuale ed impegnata del dettaglio musicale in correnti jazzistiche molto diverse tra loro: dall’avanguardia al mainistream moderno e al jazz tradizionale, fino alle espressioni musicali etniche e locali del sudamerica.
Il catalogo dell’etichetta, specializzata nel jazz, ha prodotto dischi di musicisti italiani e stranieri, avvalendosi di nominativi di spicco del jazz internazionale del calibro di Joe Henderson, Sam Rivers, Bobby Watson, Kenny Baron (col quartetto Sphere), Cedar Walton, Chet Baker, Phil Woods, Woody Shaw, Paul Bley, Steve Lacy, The Sea Ensemble, Stafford James, David Murray, Julius Hemphill, Dave Liebman, Billy Higgins e jazzisti italiani, tra cui, Roberto Gatto, Massimo Urbani, Franco D’Andrea, Piero Bassini, Fabrizio Bosso, Flavio Boltro, Mario Schiano e il trio S.I.C con Schiaffini, Iannaccone e Colombo, Trovesi Trio, il Quintetto di Giovanni Tommaso.
L’etichetta, attiva dal 1976 fino al 2012, ha pubblicato all’incirca 300 titoli.